# Onthophagus megathorax
Onthophagus megathorax é uma espécie de inseto do género Onthophagus, família Scarabaeidae, ordem Coleoptera.

## História
Foi descrita cientificamente por Gillet em 1921.